# Jens Teutrine

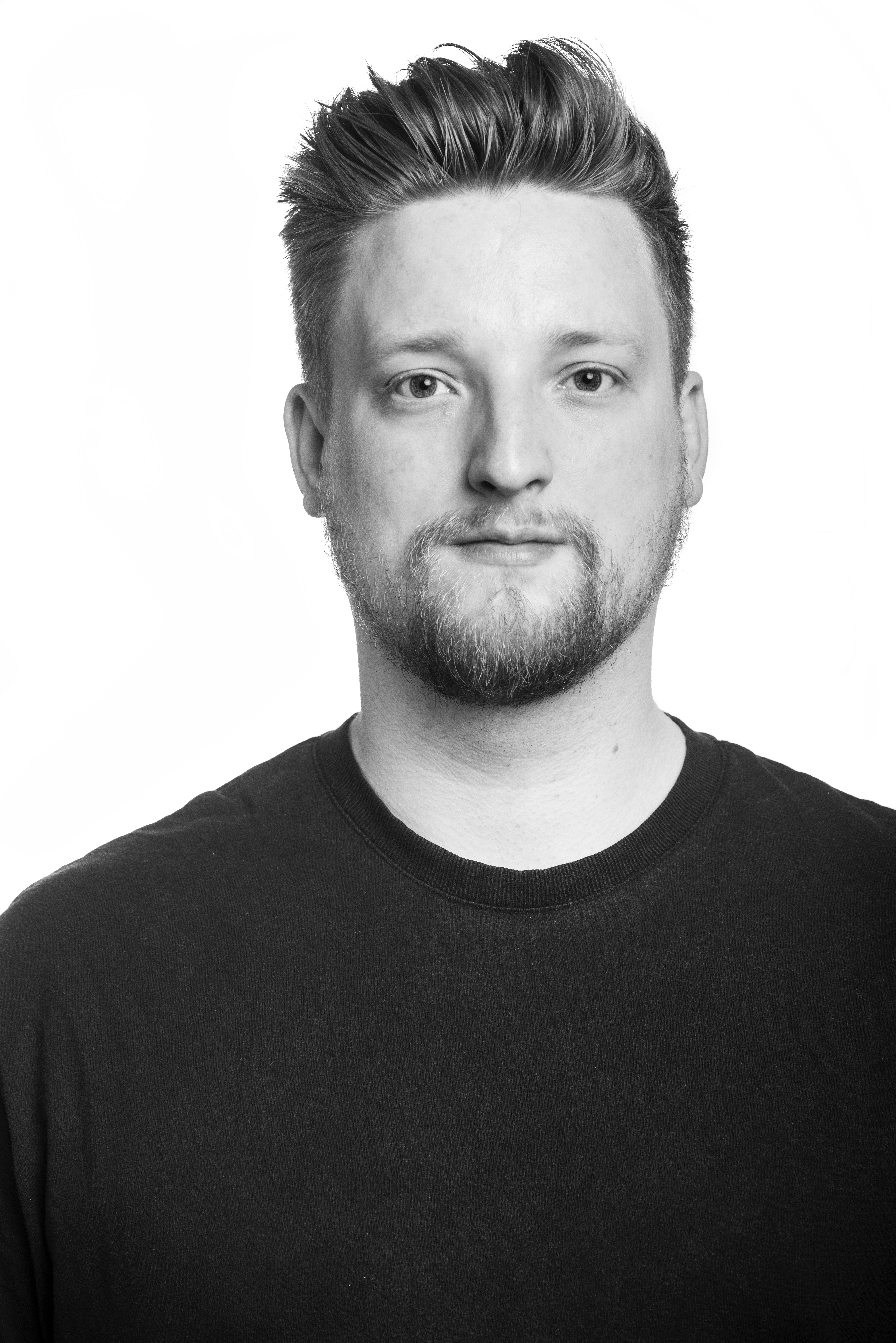
Jens Teutrine (2020)

Jens Teutrine (* 22. Oktober 1993 in Gütersloh) ist ein deutscher Politiker (FDP). Er war von 2021 bis 2025 Mitglied des Deutschen Bundestages und dort Vorsitzender der Jungen Gruppe der FDP-Bundestagsfraktion. Er ist zudem Mitglied im Bundesvorstand der FDP. Vom 29. August 2020 bis 13. November 2021 war er Bundesvorsitzender der FDP-Jugendorganisation Junge Liberale.

## Leben
Teutrine wuchs gemeinsam mit einer Schwester als Kind einer alleinerziehenden Mutter im ostwestfälischen Rheda-Wiedenbrück auf und besuchte zunächst aufgrund einer Sprachstörung eine Förderschule. Nach seinem Abitur am Gütersloher Reinhard-Mohn-Berufskolleg nahm er ein Studium der Philosophie und Sozialwissenschaften an der Universität Bielefeld auf. Nach eigenen Angaben war er während des Studiums beruflich als Nachtwache in einer Einrichtung zur Betreuung von Demenzerkrankten sowie als Mitarbeiter in einem Baumarkt tätig. Teutrine ist römisch-katholischer Konfession.

## Politische Tätigkeit
Teutrine ist seit 2009 Mitglied der Jungen Liberalen. 2014 begann er sich in der Liberalen Hochschulgruppe der Universität Bielefeld zu engagieren. 2015 wurde Teutrine zum Bezirksvorsitzenden der Jungen Liberalen in Ostwestfalen-Lippe gewählt, außerdem ist er seitdem Beisitzer im Bezirksvorstand der FDP Ostwestfalen-Lippe.
2017 wurde er zum stellvertretenden Landesvorsitzenden, 2018 zum Landesvorsitzenden der Jungen Liberalen Nordrhein-Westfalen gewählt. Am 29. August 2020 wurde er mit 91 % der Stimmen ohne Gegenkandidaten zum Bundesvorsitzenden der Jungen Liberalen gewählt. Seine Vorgängerin Ria Schröder hatte nicht mehr kandidiert.
Seit April 2021 ist Teutrine Mitglied des Landesvorstands der FDP Nordrhein-Westfalen, seit Mai 2021 Mitglied des FDP-Bundesvorstands.
Zur Bundestagswahl 2021 trat Teutrine im Wahlkreis Herford – Minden-Lübbecke II als Direktkandidat an und erreichte über Platz 18 auf der Landesliste der FDP Nordrhein-Westfalen den Einzug in den 20. Deutschen Bundestag. Im Anschluss war er Teilnehmer an den Koalitionsverhandlungen zwischen SPD, Bündnis 90/Die Grünen und FDP in den Arbeitsgruppen „Arbeit und Weiterbildung“ sowie „Kinder, Jugend, Familie und Senioren“ und wurde zum Vorsitzenden der Jungen Gruppe der FDP-Fraktion gewählt. Als Mitglied des Bundestages besetzte er den Ausschuss für Arbeit und Soziales und war Sprecher für das Bürgergeld. Zur Bundestagswahl 2025 kandierte er erneut, schied aber auf Grund des Scheitern der FDP an der Fünf-Prozent-Hürde aus dem Bundestag aus.

## Politische Positionen
Teutrine versteht sich als Vertreter eines ganzheitlichen Liberalismus, der gleichermaßen eine liberale Gesellschaftspolitik als auch eine marktwirtschaftliche Reformpolitik akzentuiert. Er setzt sich unter anderem für die Absenkung des Wahlalters auf 16 Jahre, ein elternunabhängiges BAföG sowie ein „Kinder-Chancengeld“ ein. Er fordert eine Exzellenz-Initiative auch in der beruflichen Bildung sowie einen zweiten ausgebauten Digitalpakt Schule. Er kritisiert den Bildungsföderalismus. Er war bei den Koalitionsverhandlungen der Ampelkoalition Mitglied der Arbeitsgruppe zur Arbeitsmarktpolitik und setzt sich unter anderem für eine Plattform für sozialstaatliche Sachleistungen ein. Auch engagiert sich Teutrine für die Legalisierung von Cannabis und für die Abschaffung des Verbots für Werbung von Schwangerschaftsabbrüchen.